# Psychodeliki
Psychodeliki, rzadziej halucynogeny serotoninergiczne, psychedeliki (gr. psyche ‘dusza’; delos ‘ujawnić’, ‘objawić’) – grupa substancji psychoaktywnych wywołujących zmiany percepcji, świadomości, sposobu myślenia oraz sposobu odczuwania emocji. Chociaż ich dokładny mechanizm nie jest zrozumiany, uważa się, że psychodeliki wytwarzają swoje charakterystyczne działanie przez wiązanie do serotoninowych receptorów (5-HT), a zwłaszcza podtypu 5-HT2a. Serotonina odgrywa wiele kluczowych ról w ludzkim ciele i jest kluczowym neuroprzekaźnikiem zaangażowanym w funkcjonowanie i regulację percepcji sensorycznej, zachowania, nastroju, poznania i pamięci.
Psychodeliki od innych substancji psychoaktywnych (stymulantów, depresantów) odróżnia to, że nie wpływają bezpośrednio na znane nam stany umysłu, ale indukują doświadczenia zdecydowanie różne od zwykłego stanu umysłu. Doświadczenia te często są porównywane do odmiennych stanów świadomości: transu, medytacji, marzeń sennych.

## Efekty działania
Tym, czego psychodeliki z reguły nie powodują – wbrew powszechnie używanej, błędnej nazwie halucynogeny – są halucynacje. Halucynacje są omamami opartymi na rzeczywistości, przedstawiają rzeczywiste, ziemskie obrazy w nierealnej formie, na przykład nieistniejące przedmioty, osoby lub zwierzęta. Efekty wizualne spowodowane przez psychodeliki są opisywane jako modyfikacje percepcji nieudające rzeczywistości. Człowiek znajdujący się pod wpływem substancji psychodelicznej zdaje sobie sprawę z tego, że ukazują mu się iluzje, którymi mogą być kolorowe wzory, plamy, fraktale. Są one tak odrealnione, że nie mylą się z rzeczywistością. Jedynie niektóre, mniej popularne psychodeliki – na przykład dimetylotryptamina – powodują halucynacje przypominające rzeczywiste obrazy.

## Historia
Psychodeliki, dysocjanty i delirianty mają długą historię stosowania na całym świecie. Są używane przez szamanów do rytualnego uzdrawiania, ceremonii inicjacji, a także w niektórych rytuałach religijnych (na przykład przez Rdzenny Kościół Amerykański). Psychodeliki wykorzystywane w praktykach religijnych określane są mianem enteogenów.
Od połowy XX wieku psychodeliki zaczęły stopniowo zyskiwać popularność na Zachodzie. Poza próbami przeprowadzanymi na osobach cierpiących na zaburzenia psychiczne, sprawdzano też ich przydatność jako broni chemicznej, a także serum prawdy – jednak z niewielkimi sukcesami.
Najpopularniejszym i jednocześnie najbardziej napiętnowanym zastosowaniem psychodelików jest poszukiwanie doświadczeń religijnych, a także poszukiwanie inspiracji i rozwój psychiczno-duchowy. Szczyt popularności psychodelików przypada na lata sześćdziesiąte XX wieku, gdy były niezwykle istotnym elementem kontrkultury, powiązanym z kulturą hipisowską i powszechnie panującą atmosferą buntu i konfliktu pokoleń. Pomimo prohibicji rekreacyjne użycie psychodelików nadal jest powszechnym zjawiskiem.
Wielu twórców próbowało eksperymentować ze środkami psychodelicznymi, wychodząc z przekonania, że będą mogli głębiej odczuwać, lepiej poznać własne wnętrze i w ten sposób lepiej tworzyć. Po tego typu środki sięgali Ken Kesey, Stanisław Ignacy Witkiewicz, Aldous Huxley.

## Nazwa
Istnieje wiele nazw określających tę grupę substancji psychoaktywnych, między innymi psychozomimetyki, schizofrenogeniki, kataleptogeniki, mistykomimetyki, psychodysleptyki. Pierwsze dwa wiązały się z błędnym przekonaniem naukowców, powszechnym w czasie wstępnych badań nad tą grupą substancji psychoaktywnych, że psychodeliki powodują stany umysłu zbliżone do zaburzeń psychicznych (psychozy, schizofrenii). Zostało to z czasem obalone.
Słowo „psychodeliczny” jest tłumaczeniem angielskiego słowa psychedelic, pochodzącego z greckiego ψυχή (psyche – „dusza”) i δηλείν (delein – „ukazywać, objawiać”), czyli w wolnym tłumaczeniu „objawiający umysł”. Skojarzenie tych dwóch słów sugeruje, że psychodeliki mogą pomóc odkryć i rozwijać nieużywany potencjał umysłu. Słowo psychedelic zostało użyte po raz pierwszy w 1957 roku przez Humphry’ego Osmonda w odpowiedzi na propozycję Aldousa Huxleya, który wymyślił własną nazwę dla meskaliny, LSD i tym podobnych środków. Brzmiała ona phanerothyme. Osmond odpowiedział jednak następująco: To fathom hell or soar angelic, just take a pinch of psychedelic. – i jego wersja na stałe przyjęła się w języku angielskim.

## Podział, klasyfikacja chemiczna i przykłady
„Klasyczne psychodeliki” są z natury klasyfikowane jako substancje serotoninergiczne. Oznacza to, że strukturalnie naśladują endogenny neuroprzekaźnik znany jako serotonina – neuroprzekaźnik regulujący wyższe funkcje mózgu, takie jak nastrój, percepcja sensoryczna, funkcje poznawcze i pamięć.

### Lizergamidy
- 1cP-LSD
- 1B-LSD(inne języki)
- 1P-ETH-LAD(inne języki)
- 1P-LSD(inne języki)
- AL-LAD
- ALD-52
- ETH-LAD(inne języki)
- LSA
- LSD
- LSM-775(inne języki)
- LSZ(inne języki)
- MIPLA(inne języki)
- PARGY-LAD(inne języki)
- PRO-LAD

### Tryptaminy
Tryptaminy podstawowe

- αMT
- αET
- DET
- DiPT
- DMT
- DPT
- EiPT(inne języki)
- EPT(inne języki)
- MALT(inne języki)
- MBT(inne języki)
- MCPT
- MET(inne języki)
- MiPT
- MPT(inne języki)
- NMT
- PiPT(inne języki)

Tryptaminy podstawione

- 2-Me-DET(inne języki)
- 2-Me-DMT(inne języki)
- 4-AcO-DET
- 4-AcO-DiPT
- 4-AcO-DMT
- 4-AcO-DPT(inne języki)
- 4-AcO-MET(inne języki)
- 4-AcO-MiPT(inne języki)
- 4-AcO-MPT
- 4-HO-αMT(inne języki)
- 4-HO-DET
- 4-HO-DiPT
- 4-HO-DMT
- 4-HO-DPT(inne języki)
- 4-HO-EPT(inne języki)
- 4-HO-MCPT(inne języki)
- 4-HO-MET
- 4-HO-MiPT
- 4-HO-MPT(inne języki)
- 4-HO-PiPT(inne języki)
- 4-Me-αMT(inne języki)
- 4-Me-αET
- 4-MeO-DMT(inne języki)
- 4-MeO-MiPT(inne języki)
- 5-Pro-DMT(inne języki)
- 5-Br-DMT(inne języki)
- 5-Chloro-DMT(inne języki)
- 5-Chloro-αMT(inne języki)
- 5-Eto-DMT(inne języki)
- 5-Fluoro-αMT(inne języki)
- 5-Fluoro-DMT(inne języki)
- 5-HO-DMT
- 5,6-MeO-MiPT(inne języki)
- 5-MeO-7-TMT(inne języki)
- 5-MeO-AET(inne języki)
- 5-MeO-αMT
- 5-MeO-BFE(inne języki)
- 5-MeO-DALT
- 5-MeO-DiBF(inne języki)
- 5-MeO-DiPT
- 5-MeO-DPT(inne języki)
- 5-MeO-DMT
- 5-MeO-MALT(inne języki)
- 5-MeO-MET(inne języki)
- 5-MeO-MiPT
- 5-MeO-NMT(inne języki)
- 5-MeO-PiPT(inne języki)
- 5-MeO-pyr-T(inne języki)
- 5-MT(inne języki)
- 5-MeS-DMT(inne języki)
- 5-MeO-TMT(inne języki)
- 6-MeO-THH(inne języki)
- 7-Me-αET(inne języki)
- 7-Me-DMT
- α,N-DMT(inne języki)
- ibogaina
- melatonina

### Fenetylaminy
- alliloeskalina
- escklina(inne języki)
- metyloalliloeskalina(inne języki)
- proskalina(inne języki)

Seria 2C

- 2C-B
- 2C-C
- 2C-D
- 2C-E
- 2C-G
- 2C-H
- 2C-I
- 2C-iP(inne języki)
- 2C-P
- 2C-T(inne języki)
- 2C-TFM(inne języki)
- 2C-T(inne języki)
- 2C-T-2
- 2C-T-21
- 2C-T-7

Seria DOx

- Aleph-2
- Aleph-4
- Aleph-6
- Aleph-7
- DO3MeOBZ
- DOAM(inne języki)
- DOB
- DOBZ(inne języki)
- DOBU(inne języki)
- DOC
- DOCN(inne języki)
- DODFM
- DOET(inne języki)
- DOF(inne języki)
- DOEF(inne języki)
- DOI
- DOiP(inne języki)
- DOM
- DOMOM
- DOMOE
- DON(inne języki)
- DOPR(inne języki)
- DOT
- DOTHFM
- DOTFM(inne języki)
- DOYN
- MEM

Seria 25x-NBOMe

- 25B-NBOMe(inne języki)
- 25C-NBOMe
- 25D-NBOMe(inne języki)
- 25E-NBOMe(inne języki)
- 25G-NBOMe(inne języki)
- 25H-NBOMe(inne języki)
- 25I-NBOMe(inne języki)
- 25iP-NBOMe(inne języki)
- 25N-NBOMe(inne języki)
- 25P-NBOMe(inne języki)
- 25T-2-NBOMe(inne języki)
- 2C-B-FLY-NBOMe(inne języki)

Seria 25x-NBOH

- 25B-NBOH(inne języki)
- 25C-NBOH(inne języki)
- 25E-NBOH(inne języki)
- 25I-NBOH(inne języki)

Inne

- 3C-E(inne języki)
- 3C-P(inne języki)
- 4C-B(inne języki)
- 4C-C
- 4C-E
- 4C-I
- 4C-P
- 4C-T-2(inne języki)
- 5-APB(inne języki)
- 5-IT(inne języki)
- 6-IT(inne języki)
- 6-APB
- efawirenz
- DODC(inne języki)
- DOB-FLY(inne języki)
- DMMDA(inne języki)
- 2C-G
- IDNNA(inne języki)
- N-Me-DOM
- TMA
- TMA-2
- TMA-6

### Benzofurany
- 2C-B-FLY
- 5-MeO-DiBF
- Bromo-DragonFLY

### Enteogeny(źródła naturalne)
- Acacia confusa(inne języki)
- ayahuasca
- chacruna
- powój hawajski
- iboga
- Mimosa tenuiflora
- wilec powojowy
- grzyby psylocybinowe
- kaktusy psychodeliczne
- szałwia wieszcza
- yopo

## Psychodeliki w naturze
Przykładowe organizmy produkujące psychodeliki:
- rośliny
  - psychodeliki
    - Banisteriopsis caapi i Psychotria viridis – najczęstszy surowiec do sporządzania napoju ayahuasca – zawiera DMT oraz MAOI
    - niektóre rośliny z rodzaju powojowatych, np. Argyreia nervosa, Ipomoea violacea lub wilce – zawierają m.in. amid kwasu lizerginowego
    - ololiuqui (Rivea corymbosa) – zawiera amid kwasu lizerginowego
    - iboga (Tabernanthe iboga) – zawiera ibogainę
    - katarantus różowy (Catharanthus roseus) – zawiera ibogainę
    - Trichocereus peruvianus – zawiera meskalinę
    - pejotl (Lophophora williamsii) – zawiera meskalinę
    - san pedro (Trichocereus pachanoi) – zawiera meskalinę
    - Trichocereus macrogonus – zawiera meskalinę

- grzyby
  - psychodeliki
    - grzyby psylocybinowe (Psilocybe sp. oraz niektóre Conocybe, Panaeolus i Stropharia)
    - buławinka czerwona (Claviceps purpurea) – zawiera pochodne kwasu lizerginowego, m.in. ergotaminę
- zwierzęta
  - jad ropuch Bufo sp. – zawiera 5-MeO-DMT oraz bufoteninę

## Psychodeliki w psychoterapii
W połowie XX wieku zaczęto badać przydatność psychodelików w walce ze schorzeniami psychicznymi, między innymi depresją, zespołem stresu pourazowego, uzależnieniem, schizofrenią.
Do pionierów badań nad wykorzystaniem tych substancji do celów leczniczych zaliczyć można Alberta Hofmanna (odkrywcę LSD) i Stanislava Grofa (czeskiego psychiatrę, współtwórcę Towarzystwa Psychologii Transpersonalnej). Grof prowadził psychoterapię z użyciem LSD, która pozwalała na ujawnianie ukrytych urazów, nawet tak odległych jak trauma związana z narodzinami. Sam efekt terapii przywoływał skojarzenie z psychoanalizą, jednak proces terapeutyczny postępował znacznie szybciej. Po zdelegalizowaniu LSD Grof opracował metodę oddychania holotropowego, będącą sposobem osiągania odmiennego stanu świadomości bez użycia środka psychodelicznego.
Ciekawym zjawiskiem związanym z użyciem środków halucynogennych w terapii było odkrycie Howarda Lotsofa z 1962 roku. W wieku 19 lat, znajdując się w stanie uzależnienia od heroiny, odkrył on na własnej osobie leczący potencjał ibogainy, związku wytwarzanego z kory afrykańskiego krzewu, Ibogi narkotycznej (Tabernanthe iboga). Miał on polegać głównie na zmniejszaniu reakcji abstynencyjnej po odstawieniu narkotyków i alkoholu. Oprócz redukowania objawów abstynencyjnych przyjmowanie wpływało korzystnie na ogólny proces psychoterapeutyczny, w tym – jak pokazały późniejsze badania – na leczenie depresji.
Warto wspomnieć też o eksperymentach Ricka Strassmana, który w roku 1990 (za zgodą amerykańskiej Agencji Żywności i Leków) zaczął sprawdzać, jak DMT wpływa na organizm człowieka. Strassman zainteresował się tym związkiem po odkryciu jej endogennego charakteru. Przez 5 lat pod okiem naukowca podawano ochotnikom DMT, a wyniki eksperymentów zostały opisane w wydanej potem książce pt. DMT: Molekuła duszy. Niektórzy uważają, że subiektywne doznania uczestników były zniekształcone szpitalnymi warunkami, w których przeprowadzano próby, a nieprzyjemne wizje stanowiły odpowiedź na przedmiotowe traktowanie badanych przez personel.
W swojej książce Bogusław Habrat stwierdza, że „uzależnienie od substancji halucynogennych jest rzadkie, a niektórzy wręcz podważają, że w ogóle występuje”. Zdaniem autora większość intoksykacji mija bez konieczności podejmowania interwencji medycznych, a tylko stany psychotyczne mogą wymagać hospitalizacji z użyciem środków uspokajających.
W ostatnich latach przeprowadzono szereg nowych badań dotyczących stosowania substancji psychedelicznych w terapii.

## Psychodeliki w kulturze i sztuce
Zdaniem polskiego poety Czesława Miłosza psychodeliki mogły stanowić zapowiedź „masowych, demokratycznych środków przeciwko nudzie”. Poeta uważał je za substancje o ogromnym znaczeniu społecznym, porównywalnym z bronią jądrową i podróżami międzyplanetarnymi. Ich upowszechnienie się mogło, jego zdaniem, otworzyć nową erę ludzkości. Nie ma jednak przesłanek świadczących o tym, by Miłosz kiedykolwiek próbował psychodelików, chociaż przez pewien czas mieszkał w San Francisco, uważanym za „stolicę” światowej psychodelii.